# Ашмун
Ашму́н — город на севере Египта, в юго-западной части дельты Нила, относится к мухафазе (провинции) Минуфия. Население — 84871 человек (2006).
К району (марказу) Ашмона относится более 65 деревень и более мелких поселений.
В городе находится древнеримская крепость.

## Название
Город Ашмон существовал ещё в глубокой древности, во времена фараонов. Его название состоит из двух частей: Аш, что означает земля и Амон — древнеегипетский бог.